# Xiphidiopsis hoabinh
Xiphidiopsis hoabinh är en insektsart som beskrevs av Andrej Vasiljevitj Gorochov 2005. Xiphidiopsis hoabinh ingår i släktet Xiphidiopsis och familjen vårtbitare. Inga underarter finns listade i Catalogue of Life.